# Currie Cup 1906
La Currie Cup de 1906 fue la octava edición del principal torneo de rugby provincial de Sudáfrica.
Se disputó en la ciudad de Johannesburgo, entre ocho seleccionados provinciales, resultando campeón el equipo de Western Province.

## Sistema de disputa
El torneo se disputó en formato liga donde cada equipo se enfrentó a los equipos restantes, obteniendo 2 puntos por victoria, 1 por empate y 0 por la derrota.

## Clasificación
| Pos. | Equipo              | Encuentros | Encuentros | Encuentros | Encuentros | Tantos | Tantos | Tantos | Puntos |
| Pos. | Equipo              | PJ         | PG         | PE         | PP         | F      | C      | Dif    | Puntos |
| ---- | ------------------- | ---------- | ---------- | ---------- | ---------- | ------ | ------ | ------ | ------ |
| 1.º  | Western Province    | 7          | 7          | 0          | 0          | 137    | 5      | +132   | 14     |
| 2.º  | Transvaal           | 7          | 5          | 1          | 1          | 149    | 38     | +111   | 11     |
| 3.º  | Griqualand West     | 7          | 3          | 2          | 2          | 74     | 25     | +39    | 8      |
| 4.º  | Border              | 7          | 4          | 0          | 3          | 50     | 106    | -56    | 8      |
| 5.º  | Eastern Province    | 7          | 3          | 1          | 3          | 67     | 50     | +17    | 7      |
| 6.º  | Orange River Colony | 7          | 2          | 0          | 5          | 49     | 107    | -58    | 4      |
| 7.º  | Natal               | 7          | 1          | 0          | 6          | 43     | 117    | -74    | 2      |
| 8.º  | Rhodesia            | 7          | 1          | 0          | 6          | 37     | 134    | -97    | 2      |

## Campeón
| Campeón Western Province |
| Séptimo título           |